# Aspidistra renatae
Aspidistra renatae är en sparrisväxtart som beskrevs av Bräuchler. Aspidistra renatae ingår i släktet Aspidistra och familjen sparrisväxter. Inga underarter finns listade i Catalogue of Life.